# Dündar Bey
 (janvier 2020).
Si vous disposez d'ouvrages ou d'articles de référence ou si vous connaissez des sites web de qualité traitant du thème abordé ici, merci de compléter l'article en donnant les références utiles à sa vérifiabilité et en les liant à la section « Notes et références ».
Dündar Bey ou Tündar Bey (en arabe : دوندار بن سليمان شاه), né vers 1210 et meurt assassiné vers 1288, il est le frère cadet d'Ertuğrul, lui même le père du fondateur de l'Empire ottoman, Osman Ier.

## Biographie
Dündar Bey, fils de Suleiman Chah et de Hayme Hatun, était le chef d'une des tribus turques déplacées des plaines d'Asie occidentale vers les pays d'Asie centrale (Anatolie).
Sa mère était Hayme Hatun. Il est le frère cadet d'Ertuğrul.
Dündar Bey s'est marié avec Zöhre Hatun et Hazal Hatun, il a eu trois enfants deux garçons Bahadir Bey, Batur Alp et une fille Aygül Hatun.

### Assassinat
Le conflit a commencé entre Osman Ier et son oncle Dündar sur le trône, certains clans estimant que Dündar était plus digne de l'émirat que son neveu, tandis que les guerriers soutenaient Osman dans le conflit entre les deux parties. Quand Osman a décidé d'attaquer une petite île grecque, son oncle s'est rebellé parce qu'il pensait que ce serait une raison pour détruire la tribu, alors c'était une occasion pour laquelle Osman a sorti son arc et lui tiré une flèche dans sa poitrine et tue Dündar à cause de sa rébellion.
Le moment de l'incident est inconnu, peut-être qu'elle a commencé peu de temps après la mort de son frère Ertuğrul ou après de quelques années, mais elle a été maîtrisée par Osman.

## Dündar Bey dans la culture populaire
La série télévisée turque Kuruluş/Osmancık de 1988, il est interprété par Erol Taş.
Dans la série télévisée turque Diriliş: Ertuğrul, relate de manière romancière la vie d'Ertuğrul Gâzi de 2014 à 2019, il est interprété par Arda Anarat jeune et Batuhan Karacakaya adulte.
Dans la série télévisée Kuruluş: Osman, la suite de la série précédente qui relate la vie d'Osman, il est interprété par Ragıp Savaş.